# Jef Van der Linden
Jef Van der Linden (Anversa, 2 novembre 1927 – 8 maggio 2008) è stato un calciatore belga, di ruolo difensore.

## Palmarès

### Club

#### Competizioni nazionali
- Campionato belga: 1

Anversa: 1956-1957
- Coppa del Belgio: 1

Anversa: 1954-1955